# Moreland Mill
Moreland Mill (dawniej Lone Star Mill i Moreland) – obszar niemunicypalny w Kern County, w Kalifornii (Stany Zjednoczone), na wysokości 2 360 m.